# CCL12
CCL12（英語：Chemokine (C-C motif) ligand 12）是一个小型的细胞因子，属于CC趋化因子家族，最早在鼠类中发现。它还被叫做单核细胞趋化蛋白5（英語：monocyte chemotactic protein 5，MCP-5），又由于其和人类趋化因子MCP-1的相似性，有时候也被称为MCP-1相关趋化因子（英語：MCP-1-related chemokine）。CCL12特异性影响嗜酸性粒細胞、单核细胞和淋巴细胞。这个趋化因子正常情况下存在于淋巴结和胸腺中，其表达能显著诱导巨噬细胞。编码CCL12的基因发现于小鼠染色体11上。